# Senoner
Senoner ist ein aus Wolkenstein in Gröden in Südtirol stammender Familienname, der zu den häufigsten Namen des Grödner Tals gehört.

## Herkunft und ursprüngliche Verbreitung
Der Name entstand im 17. Jahrhundert in Wolkenstein durch Abwandlung des ursprünglichen da Zanon. Zanon war ein Gehöft, das ursprünglich einem Johann gehörte. Johann da Zanon, ein Nachkomme dieses Johann und Sohn des Christian da Zanon ist 1622 gestorben. Sein Sohn Christoph wurde 1608 geboren. Bereits vier Generationen später sind Senoner in allen vier Grödner Gemeinden belegt (unter Einbeziehung der Kastelruther Fraktion Pufels).

## Aktuelle Verbreitung
Laut Autonomem Südtiroler Statistikinstitut (ASTAT) ist Senoner der in Südtirol häufigste Familienname ladinischen Ursprungs: 2010 lebten in Südtirol 902 Senoner (Platz 34 insgesamt), mit 647 Namensträgern in Gröden ist Senoner der häufigste des Tales und in der Bezirksgemeinschaft Salten-Schlern (757).

## Namensträger
- Anna Senoner (* 2007), italienische Nordische Kombiniererin
- Carlo Senoner (* 1943), Skirennläufer
- Carlo Senoner (Sportschütze) (* 1940), Sportschütze (italienischer Meister im Kleinkaliber 1974) und Holzbildhauer
- Franz Senoner (1927–2019), Bildhauer
- Hugo Senoner (* 1961), Bildhauer
- Irmengard Senoner (* 1942), italienische Zisterzienserin und Äbtissin des Abtei Mariengarten
- Ivan Senoner (* 1978), Schriftsteller, Linguist, Autor, Publizist
- Lucas Senoner (* 1983), Skirennläufer
- Peter Senoner (* 1970), Bildhauer
- Simona Senoner (1993–2011), Skispringerin
- Theo Senoner (* 1977), italienischer Biathlet
- Wilhelm Senoner (* 1946), Bildhauer und Maler
- Wilfried Senoner (1945–1999), Südtiroler Künstler und Bildhauer

## Varianten
- Zanoner
- Sanoner